# Gavin Hood
Gavin Hood (Johannesburg, 1963. május 12. –) dél-afrikai filmrendező, forgatókönyvíró, filmproducer és színész.
Tsotsi című 2005-ös rendezésével elnyerte a legjobb nemzetközi játékfilmnek járó Oscart. Egyéb, fontosabb rendezései közé tartozik az X-Men kezdetek: Farkas (2009), a Végjáték (2013), Az élet ára (2015) és a Hivatali titkok (2019).

## Filmográfia

### Rendezőként
| Év   | Magyar cím             | Eredeti cím                 | Feladatkör | Feladatkör | Feladatkör |
| Év   | Magyar cím             | Eredeti cím                 | Rendező    | Író        | Producer   |
| ---- | ---------------------- | --------------------------- | ---------- | ---------- | ---------- |
| 1998 |                        | The Storekeeper (rövidfilm) | Igen       | Igen       | Igen       |
| 1999 |                        | A Reasonable Man            | Igen       | Igen       | Igen       |
| 2001 | Sivatagban, őserdőben  | In Desert and Wilderness    | Igen       | Igen       | Nem        |
| 2005 |                        | Tsotsi                      | Igen       | Igen       | Nem        |
| 2007 | Kiadatás               | Rendition                   | Igen       | Nem        | Nem        |
| 2009 | X-Men kezdetek: Farkas | X-Men Origins: Wolverine    | Igen       | Nem        | Nem        |
| 2013 | Végjáték               | Ender's Game                | Igen       | Igen       | Nem        |
| 2015 | Az élet ára            | Eye in the Sky              | Igen       | Nem        | Nem        |
| 2019 | Hivatali titkok        | Official Secrets            | Igen       | Igen       | Nem        |

### Színészként

#### Film
| Év   | Magyar cím                        | Eredeti cím                           | Szerep                | Megjegyzések                |
| ---- | --------------------------------- | ------------------------------------- | --------------------- | --------------------------- |
| 1991 |                                   | The Sheltering Desert                 | Willi                 |                             |
| 1991 | Amerikai kickboxer                | American Kickboxer                    | Ken Holligan          |                             |
| 1991 |                                   | Curse III: Blood Sacrifice            | Robert                |                             |
| 1994 | Az árnyékvadász 2.                | Project Shadowchaser II               | Tieg                  |                             |
| 1995 | Kickboxer 5. – Az igazság nevében | Kickboxer 5                           | német kick-box bajnok |                             |
| 1995 | Időzített halál                   | Human Timebomb                        | Mike                  | videófilm                   |
| 1998 | Ar, a tündérkirály                | Beings                                | amerikai doktor       |                             |
| 1998 | Delta Force: Tiszta célpont       | Operation Delta Force 3: Clear Target | Sparks                |                             |
| 1999 |                                   | A Reasonable Man                      | Sean Raine            |                             |
| 1999 | Egy veszedelmes fickó             | Traitor's Heart                       | John Roberts          |                             |
| 2004 | Az ellenség karmaiban             | In Enemy Hands                        | Achilles százados     |                             |
| 2013 | Végjáték                          | Ender's Game                          | óriás (cameo)         | hang és motion capture      |
| 2015 | Az élet ára                       | Eye in the Sky                        | Ed Walsh alezredes    | magyar hangja Csankó Zoltán |

#### Televízió
| Év   | Magyar cím                     | Eredeti cím                     | Szerep                 | Megjegyzések                                                     |
| ---- | ------------------------------ | ------------------------------- | ---------------------- | ---------------------------------------------------------------- |
| 1993 |                                | The Game                        | ismeretlen szerep      | televíziós sorozat (13 epizód)                                   |
| 1996 |                                | Rhodes                          | Frank Johnson          | minisorozat (4 epizód)                                           |
| 1997 | Delta Force: Terror az óceánon | Operation Delta Force 2: Mayday | Sparks                 | tévéfilm                                                         |
| 2004 | Csillagkapu                    | Stargate SG-1                   | Alexi Vaselov tábornok | 1 epizód                                                         |
| 2004 | Salamon király kincse          | King Solomon's Mines            | Bruce McNabb           | - minisorozat (2 epizód) - magyar hangja: - Csík Csaba Krisztián |
| 2011 | Piszkos csapat                 | Breakout Kings                  | nem szerepel           | - vezető producer (13 epizód) - rendező (2 epizód)               |

## Fontosabb díjak és jelölések
Tsotsi (2005)
- Oscar-díj a legjobb nemzetközi játékfilmnek (megnyert)
- BAFTA‑díj a legjobb nem angol nyelvű filmnek (jelölés)
- Golden Globe-díj a legjobb idegen nyelvű filmnek (jelölés)

## Fordítás
- Ez a szócikk részben vagy egészben  a   Gavin Hood című angol Wikipédia-szócikk fordításán alapul.  Az eredeti cikk szerkesztőit annak laptörténete sorolja fel. Ez a jelzés csupán a megfogalmazás eredetét és a szerzői jogokat jelzi, nem szolgál a cikkben szereplő információk forrásmegjelöléseként.